# Alejandro Menchaca Lira
Alejandro Menchaca Lira (31 de agosto de 1903 - 21 de julho de 1974) foi um clérigo da Guadalupe e bispo da Diocese Católica Romana de Temuco. Ele nasceu em Concepción, no Chile. Ele foi ordenado em 1927 e foi nomeado bispo em 1941. Ele morreu em 21 de julho de 1974, aos 70 anos.